# Cul de Cirio
Cul de Cirio es el nombre de una variedad cultivar de manzano (Malus domestica) Esta manzana está cultivada en la colección de germoplasma de manzanas del CSIC, también está cultivada en la colección de germoplasma de peral y manzano en la "Finca de Gimenells de la Estación Experimental de Lérida - IRTA". Esta manzana es originaria de la Comunidad autónoma de Cataluña, procedente de un ejemplar localizado el año 2000 en Organyà Lérida.

## Sinónimos
- "Poma Cul de Ciri",[3]
- "Manzana Culo de Cirio".[7]

## Historia
'Cul de Cirio' es una variedad de manzana de Cataluña, está catalogada con el número de accesión M039 en el Banco de germoplasma de peral y manzano de la Universidad de Lérida, que se encuentra integrado en la Red de Colecciones del Programa de Conservación y Utilización de los Recursos Fitogenéticos para la Alimentación y la Agricultura, del Plan Nacional de I+D+I.
'Cul de Cirio' está considerada con otras muchas de las entradas que se han incorporado al Banco de germoplasma en la "Finca de Gimenells de la Estación Experimental de Lérida - IRTA", provienen de ejemplares únicos, en algunos casos, actualmente desaparecidos, lo que ha permitido paliar la erosión genética que se está dando en estas especies frutales.
'Cul de Cirio' es una variedad que se cultiva para su conservación genética, para posibles usos y mejoras en cruces con otras variedades, para incrementar cualidades o intercambiarlas.

## Características
El manzano de la variedad 'Cul de Cirio' tiene un vigor medio de tipo ramificado, con porte muy erguido; ramos con pubescencia media, de un grosor medio, con longitud de entrenudos medios, número de lenticelas pequeño, relación longitud/grosor de los entrenudos media, tipo de ramos fructíferos predominantes Lamburdas; época de inicio de floración tardía, yema fructífera de forma ovoide-cónica, flor no abierta presenta color del botón floral rosa pálido, flor de tamaño medio, pétalos con posición relativa de los bordes superpuestos, inflorescencia con número medio de flores pocas, de forma plana o ligeramente cupuliforme, sépalos de color predominante verde, sépalos de longitud larga, pétalos de longitud corta, y anchura corta, siendo la relación longitud/anchura de los pétalos más largos que anchos, estilos con longitud en relación con los estambres más largos, estilos con punto de soldadura lejos de la base.
Las hojas tienen un porte horizontal en relación con el ramo, limbo de longitud largo y de anchura medio, con una relación longitud/anchura media, forma del borde aserrada, peciolo con longitud largo, forma del limbo elíptico-ensanchada, aspecto de la superficie del haz brillante, pubescencia del envés fuerte, plegamiento de la superficie ondulada, tamaño de la punta grande, forma de la base redondeada, estípulas con una forma muy filiformes, y ángulo del peciolo respecto al ramo grande.
La variedad de manzana 'Cul de Cirio' tiene un fruto de tamaño y peso pequeño-mediano; forma cónica, relación longitud/anchura muy grande, posición de la anchura máxima hacia el pedúnculo, con un marcado medio; piel con estado ceroso débil, pruina de la epidermis débil; con color de fondo verde blanquecino, importancia del sobre color ausente o muy débil, siendo el color del sobre color ausente, siendo su intensidad ausente, reparto del color en la superficie ausente, acusando unas lenticelas pequeñas, y una sensibilidad al "russeting" (pardeamiento áspero superficial que presentan algunas variedades) en las caras laterales ausente o muy débil; pedúnculo con una longitud media, y un grosor delgado, anchura de la cavidad peduncular pequeña, profundidad de la cavidad pedúncular media, y con importancia del "russeting" en cavidad peduncular medio; coronamiento por encima del cáliz débil, importancia de los lados de la cavidad calicina es fuerte, anchura de la cav. calicina media, profundidad de la cav. calicina media, y con importancia del "russeting" en cavidad calicina ausente o muy débil; ojo medio, parcialmente abierto; sépalos largos, parcialmente extendidos.
Carne de color blanca, con un fuerte oscurecimiento de la carne al corte; textura de dureza media, suavemente jugosa; sabor algo aromático, bueno; corazón con distinción de la línea media; eje abierto; lóculos carpelares cerrados; semillas medianas, anchas, de color marrón oscuro.
La manzana 'Cul de Cirio' tiene una época de maduración y recolección de fruto muy tardía, en otoño-invierno. Se usa como manzana de mesa fresca.

## Calidad de fruto y prueba de cata
- Peso del fruto: Medio
- Calibre del fruto: Pequeño
- Longitud del fruto: Media
- Índice de almidón: Alto
- Dureza medida de la carne: Media
- Índice refractométrico (IR): Bajo
- Acidez titulable: Baja
- Jugosidad de la carne: Seco
- Textura de la carne: Gruesa
- Dureza sensorial de la carne: Dura
- Dulzor: Débil
- Acidez: Débil
- Intensidad del sabor de la carne: Débil
- Sabor: Regular
- Valoración global del fruto:Regular[3]

## Características Agronómicas
- Afinidad del injerto (compatibilidad): Buena
- Facilidad de formación y poda: Baja
- Tipo de fructificación: Tipo II
- Precocidad varietal: Muy precoz
- Vecería: Alta
- Productividad: Alta
- Necesidad de aclareo: Alta
- Escalonamiento de la maduración del fruto: Medio
- Sensibilidad a la caída en maduración: sin datos
- Aptitud para la conservación del fruto en árbol: sin datos
- Aptitud para la conservación del fruto en almacén o cámara: sin datos
- Sensibilidad al moteado: sin datos
- Sensibilidad al oídio: sin datos
- Sensibilidad a pulgón lanígero: sin datos[3]